# Nah- und Mittelost-Verein
Der Nah- und Mittelost-Verein e. V. (NUMOV) ist ein 1934 gegründeter Zusammenschluss von im Nahen und Mittleren Osten (Vorder- und Südasien) aktiven deutschen Unternehmen zur Vertretung der Handels- und Investitionsinteressen der deutschen Wirtschaft in den Ländern dieser Region.
Der Verein ist gemäß Lobbyregistergesetz im Lobbyregister eingetragen.
Der Verein hat seinen Sitz in Berlin und unterhält in rund zehn deutschen Städten Repräsentanzbüros. NUMOV ist Herausgeber des größten deutschen Nah- und Mittelost-Wirtschaftsmagazins „Wirtschaftsforum Nah- und Mittelost“ und länderbezogener Fachmagazine. Ehrenvorsitzender war bis Ende 2021 der frühere Bundeskanzler Gerhard Schröder.

## Geschichte
Der Verein ist nach eigenen Angaben der älteste deutsche Interessensverband zur Förderung wirtschaftlicher Beziehungen im Nahen und Mittleren Osten. Er wurde als Deutscher Orient-Verein am 30. Mai 1934 in Berlin gegründet und wählte den Siemens-Direktor Hermann Reyss zum ersten Vorsitzenden. Mit der I.G. Farben, der Allianz, der Dresdner Bank, der Deutschen Bank, Krupp, MAN, Julius Berger und Hochtief entsandten weitere große deutsche Konzerne Vertreter in den NUMOV-Vorstand.
Von 1998 bis 2005 war Hans-Jürgen Wischnewski Ehrenvorsitzender von NUMOV.

### Gerhard Schröders Iran-Reise 2016
Im Januar 2016 reiste Schröder als Ehrenvorsitzender des Nah- und Mittelost-Vereins an der Spitze einer hochrangigen Wirtschaftsdelegation in den Iran. Er traf dort mit dem amtierenden Präsidenten Rohani zusammen, außerdem mit dem Schlichtungsratsvorsitzenden und früheren Präsidenten Rafsandschani, dem Chef des Sicherheitsrats Schamchani und dem Außenminister des Iran, Mohammad Javad Zarif.

## Deutsche Orient-Stiftung
Aus dem Verein geht die Gründung der Deutschen Orient-Stiftung zurück, unter der seit 1960 das Deutsche Orient-Institut mit dem Ziel einer Intensivierung der Beziehungen auf kulturellem sowie wissenschaftlichem Gebiet arbeitet. Finanziert wurde sie zu gleichen Teilen von der Stadt Hamburg und dem Auswärtigen Amt.

## Struktur
Im September 2020 hatte der NUMOV-Vorstand folgende Mitglieder:

### Vorstand
- Geschäftsführender Vorstand: Helene Rang, Inhaberin Helene Rang & Partner
- Vorsitzender: Johann Erich Wilms, Präsident WILMS group

### Stellvertretende Vorsitzende
- Burkhard Dahmen, Vorsitzender der Geschäftsführung SMS group GmbH
- Martin Herrenknecht, Vorsitzender des Vorstandes Herrenknecht AG
- Joachim Nagel, Mitglied des Vorstandes KfW Bankengruppe
- Bernd Romanski, Inhaber BJR Business Concepts
- Oliver Hermes, Vorstandsvorsitzender Wilo SE

### Weitere Vorstandsmitglieder
- Martin Bachmann, Mitglied des Vorstandes Wintershall Holding GmbH
- Martin Bay, Inhaber MB Zeppelin
- Ole von Beust, Erster Bürgermeister der Freien und Hansestadt Hamburg a. D., Geschäftsführer Ole von Beust Consulting GmbH & Co. KG
- Tom Blades, Vorsitzender des Vorstandes Bilfinger SE
- Gerald Bumharter, Geschäftsführer Misr Bank – Europe GmbH
- Dieter Ernst, Inhaber IWC-innovation and water consult
- Bernd Eulitz, Mitglied des Vorstandes Linde AG
- Jürgen Fitschen, Co-Vorsitzender des Vorstandes a. D. Deutsche Bank
- Michael Glos, Bundesminister für Wirtschaft und Technologie a. D.
- Isabella Groegor-Cechowicz, Global General Manager SAP SE
- Alexander Knauf, Geschäftsführender Partner Knauf Gips KG
- Jan Kupfer, Mitglied des Vorstandes, UniCredit Bank AG
- Hartmut Mehdorn, Vorsitzender der Geschäftsführung a. D. Airport Berlin Brandenburg BER
- Günther Mull, Geschäftsführer DERMALOG GmbH
- Matthias Müller, Vorsitzender des Vorstandes Volkswagen AG
- Marc Neumann, Geschäftsführer Ferrostaal Industrieanlagen GmbH
- Armin Papperger, Vorsitzender des Vorstandes Rheinmetall
- Bernd Pfaffenbach, Staatssekretär a. D.
- Martin Seeger, Vorsitzender der Geschäftsführung Lahmeyer International GmbH
- Erich Staake, Vorsitzender des Vorstandes Duisburger Hafen AG
- Jens-Ove Stier, Geschäftsführer Winterstein – Kontor GmbH
- Martin Stüttem, Mitglied des Vorstandes LEONI AG
- Niko Warbanoff, Vorsitzender der Geschäftsführung DB Engineering & Consulting GmbH

### International Board
- Abdullah Bin Hamad Al Attiyah, Chairman of Abdullah Bin Hamad Al-Attiyah Foundation for Energy & Sustainable Development
- Mubarak A. Al-Khafrah, Vorsitzender des Vorstandes National Industrialized Company (TASNEE), Saudi-Arabien, Co-Chairman des Saudi-German Business Dialogue
- Mohammed Reza Nematzadeh, Minister für Industrie, Minen und Handel des Iran

### Ehrenvorsitzende
- Hans-Jürgen Wischnewski, Bundesminister a. D., 1998–2005
- Gerhard Schröder, Bundeskanzler a. D., 2005–2021

### Beirat
Der Beirat setzt sich zusammen aus (Oktober 2018):
- Wolf-Ruthart Born, Botschafter a. D.
- Jürgen Bubendey, Botschafter a. D.
- Ulrich Dill, Consultant
- Rudolf Dreßler, Botschafter a. D.
- Thomas Ellerbeck, Mitglied des TUI AG Management Board
- Aly Masednah El-Kothany, Botschafter a. D.
- Bernd Erbel, Botschafter a. D.
- Henryk Frystacki, Mitglied des Vorstandes Siemens AG a. D.
- Wilfried H. Graf, Mitglied des Vorstandes Arab Bank a. D.
- Gabriela Guellil, Auswärtiges Amt
- Jürgen Hellner, Botschafter a. D.
- Herbert Honsowitz, Botschafter a. D.
- Wolfgang Kenntemich, Chefredakteur Fernsehen Mitteldeutscher Rundfunk a. D.
- Norbert Kloppenburg, KFW Bankengruppe a. D.
- Hubert Lang, Botschafter a. D.
- Eckhard Lübkemeier, Botschafter a. D.
- Michael Ludwig, Rechtsanwalt, Mitglied der Geschäftsführung Verbundnetz Gas AG a. D.
- Gunter Mulack, Botschafter a. D. Direktor des Deutschen Orient-Instituts
- Bernd Mützelburg, Botschafter a. D.
- Jürgen K. Nehls, Vorsitzender der Geschäftsführung Giesecke & Devrient a. D.
- Dietmar Ossenberg, Leiter des ZDF-Studios in Kairo a. D.
- Bernhard von der Planitz, Protokollchef a. D., Auswärtiges Amt
- Klaus Rollenhagen, Managing Director a. D., Verband Beratender Ingenieure VBI
- Gerhard Sabathil, Botschafter a. D.
- Eberhard Schanze, Botschafter a. D.
- Rainald Steck, Botschafter a. D.
- Folkmar W.O. Stoecker, Botschafter a. D.
- Ludolf von Wartenberg, Staatssekretär a. D., Hauptgeschäftsführer BDI a. D.
- Knut Witschel, Managing Director und Leiter der Abteilung Naher und Mittlerer Osten / Afrika a. D., Deutsche Bank AG
- Karl Heinz Wittek, Botschaftsrat a. D.
- Thomas Wülfing, Rechtsanwalt, GERMELA (German Middle East Lawyer Association)